# Patrick Ebert
Patrick Ebert, né le 17 mars 1987 à Potsdam, est un joueur de football allemand évoluant au poste d'ailier droit à İstanbulspor.

## Biographie
Patrick Ebert fait ses débuts professionnels le 13 août 2006 au sein du Hertha Berlin qui évolue en Bundesliga (1re division allemande).
En juillet 2012, il signe pour deux saisons en faveur du Real Valladolid.
Début février 2014, après avoir rompu son contrat avec Valladolid, il signe en faveur du FK Spartak Moscou.
En juillet 2015, il s'engage pour deux ans avec le club espagnol du Rayo Vallecano.

## Palmarès

### En club
- Hertha Berlin
  - Champion de 2.Bundesliga en 2011

### En sélection
- Allemagne
  - Vainqueur du Championnat d'Europe espoirs en 2009